# Punta dei Tre Scarperi
La Punta dei Tre Scarperi (Dreischusterspitze o Dreischuster en alemany), anomenada també cima Tre Scarperi, és el cim més alt del grup de les Dolomites de Sesto (3.152 m.).

## Geografia

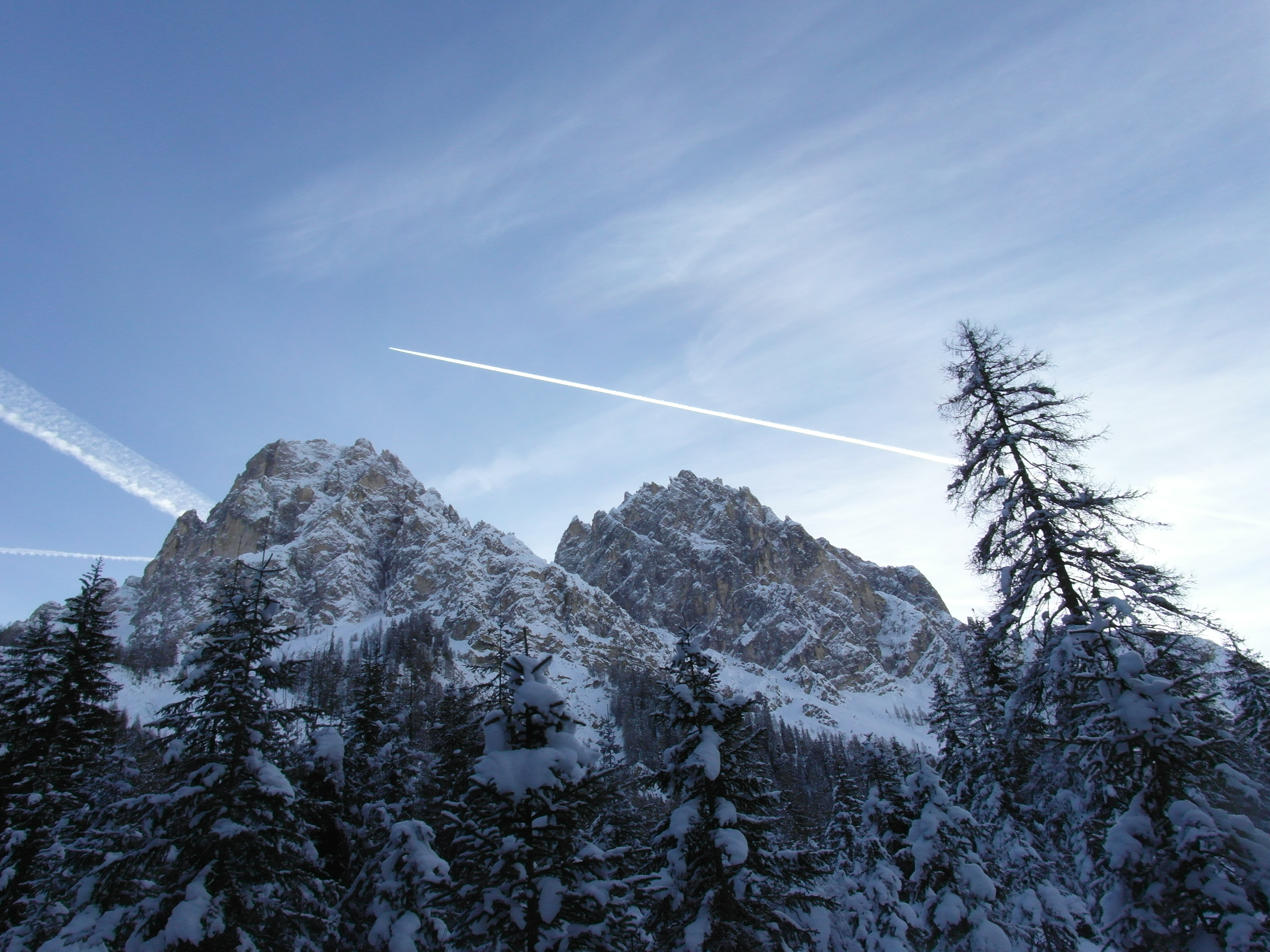
Panorama hivernal del grup Tre Scarperi

Es troba al Tirol del Sud, a l'interior del parc natural Tres Cime, a 5,5 km a nord de les Tres Cims de Lavaredo i a 5 km a sud-oest del país de Sexten.
Forma part del grup dei Tre Scarperi, delimitat pel pas gran dels Rondoi (2.289 m), de la vall Fiscalina, de la vall de Sisè, de la vall Campo di dentro (Innerfeldtal) i de la vall Sassovecchio (Altensteintal).
És el més septentrional dels cims de les Dolomites que superen els 3.000 metres d'altura. Es troba a 20 km al nord de Bozen i 25 km al nord de la Marmolada.
A més del pic principal, els cims secundaris més importants són la punta Piccola degli Scarperi (Kleiner Schuster, 3.095 m), la punta Lavina Blanca (Weißlahnspitz,  2.987 m) i el Lastron degli Scarperi (Schusterplatte,  2.957 m).

## Alpinisme
La Punta dei Tre Scarperi va ser la primera muntanya de Sesto a ser escalada, el 1869 per Paul Grohmann amb els guies F. Innerkofler i P. Salcher, una ascensió en què es van utilitzar per primera vegada sabates especials amb soles de corda. Durant més de deu anys el grup va ser oblidat a favor d'altres cims com la Croda dei Toni les Tres Cims de Lavaredo fins a la primera escalada de la punta Piccola per R. Ledenfeld i la guia A. Dimai el 1881. 7 anys després va ser el torn de la paret oest, conquistada per S. Zilzer, R. H. Schmitt amb els guies P. Dimai i V. Innerkofler després poques altres ascensions es van realitzar els anys següents. El 1930 Emilio Comici amb G. B. Fabjan i P. Slocovich van escalar el barranc oest i finalment el 1969 M. de Bertoldi, F. Cantini i A. Nerli van escalar la cresta nord-oest, el itinerari més difícil fins al cim en l'aquell moment.

## Ascensions
La punta dei Tre Scarperi, sent el cim més alt de les Dolomites di Sesto, rarament és escalada, a causa de la longitud dels accessos, dels enormes desnivells (1600 m des del fons de la vall). La via normal, la dels primers escaladors, surt de la forquilla dels Sassi (2678 m) i després d'una llarga travessa s'arriba al centre de la paret sud-est i puja al cim amb dificultat III.

## Refugis
A prop es troba el refugi Tre Scarperi (en alemany Dreischusterhütte), a 1.626 m al val Campo di Dentro, dotat de restaurant i 62 places.

## Fites històriques
Des de la seva cima, la nit entre el 12 i 13 setembre de 2008,va haver una petita esllavissada que va arribar a la tartera a uns 2.000 metres d'altitud, sense causar ferits ni danys.

## Topònim
El nom originari de la muntanya figura el 1770 com Drey Schuster Berg i el 1845 com Gsöllknoten, i estaria lligat a una llegenda local que va veure tres sabaters de Sesto perseguint rupicapres.